# Eddie McMillan
Edward Alexander McMillan (Tampa, 25 novembre 1951) è un ex giocatore di football americano statunitense che ha giocato nel ruolo di defensive back per sei stagioni nella National Football League (NFL). Fu scelto nel corso del quarto giro (95º assoluto) del Draft NFL 1972 dai Los Angeles Rams. Al college ha giocato a football all'Università statale della Florida.

## Carriera professionistica
McMillan fu scelto nel corso del quarto giro del Draft 1972 dai Los Angeles Rams. Eddie divenne il primo rookie a partire titolare nel ruolo di cornerback per i Rams dai tempi di Clarence Williams nel 1965 e a fine stagione venne votato nella formazione ideale dei rookie. Coi Rams disputò tre stagioni giocando sempre come titolare tranne in tre occasioni. Nel 1976, McMillan passò alla neonata franchigia dei Seattle Seahawks dove giocò tutte le 28 partite in 2 stagioni, pareggiando il proprio primato stagionale con 4 intercetti nel 1977. Nel 1978, passò ai Buffalo Bills dove disputò l'ultima stagione da professionista. In sei stagioni nella NFL, McMillan non saltò una sola partita ,concludendo con 84 presenze.

## Palmarès
- All-Rookie Team - 1973

## Statistiche
| Partite totali | 84 |
| Intercetti     | 12 |